# Liste der Biografien/Map
Liste der Biografien |
Portal Biografien |
Personensuche
# |
A |
B |
C |
D |
E |
F |
G |
H |
I |
J |
K |
L |
M |
N |
O |
P |
Q |
R |
S |
T |
U |
V |
W |
X |
Y |
Z |
?
 
Ma |
Mb |
Mc |
Md |
Me |
Mf |
Mg |
Mh |
Mi |
Mj |
Mk |
Ml |
Mm |
Mn |
Mo |
Mp |
Mq |
Mr |
Ms |
Mt |
Mu |
Mv |
Mw |
Mx |
My |
Mz
 
Maa |
Mab |
Mac |
Mad |
Mae |
Maf |
Mag |
Mah |
Mai |
Maj |
Mak |
Mal |
Mam |
Man |
Mao |
Map |
Maq |
Mar |
Mas |
Mat |
Mau |
Mav |
Maw |
Max |
May |
Maz
Die Liste der Biografien führt alle Personen auf, die in der deutschsprachigen Wikipedia einen Artikel haben. Dieses ist eine Teilliste mit 63 Einträgen von Personen, deren Namen mit den Buchstaben „Map“ beginnt.

## Map
- Map, Walter, englisch-walisischer Schriftsteller

### Mapa
- Mapa, Alec (* 1965), US-amerikanischer Schauspieler und Komiker
- Mapa, Placido (1901–1967), philippinischer Politiker und Unternehmer
- Mapalagama Wipulasara Maha Thera (1925–2000), sri-lankischer Buddhist und Hochschullehrer
- Mapanje, Jack (* 1944), malawischer Schriftsteller
- Mapanzure, Garry (1998–2023), simbabwischer Afropop-und-RnB-Musiker
- Mapara, Klaus D. (* 1958), deutscher Unternehmer
- Mapasa, Setyana (* 1995), australische Badmintonspielerin indonesischer Herkunft
- Mapaya, Chengetayi (* 1998), simbabwischer Leichtathlet

### Mape
- Mapei (* 1983), schwedisch-amerikanische Musikerin
- Mapeli Burchardt, Regina (* 1983), deutsche Volleyballspielerin
- Mapelli Mozzi, Beatrice (* 1988), britische PrinzessinBeatrice Mapelli Mozzi (* 1988)

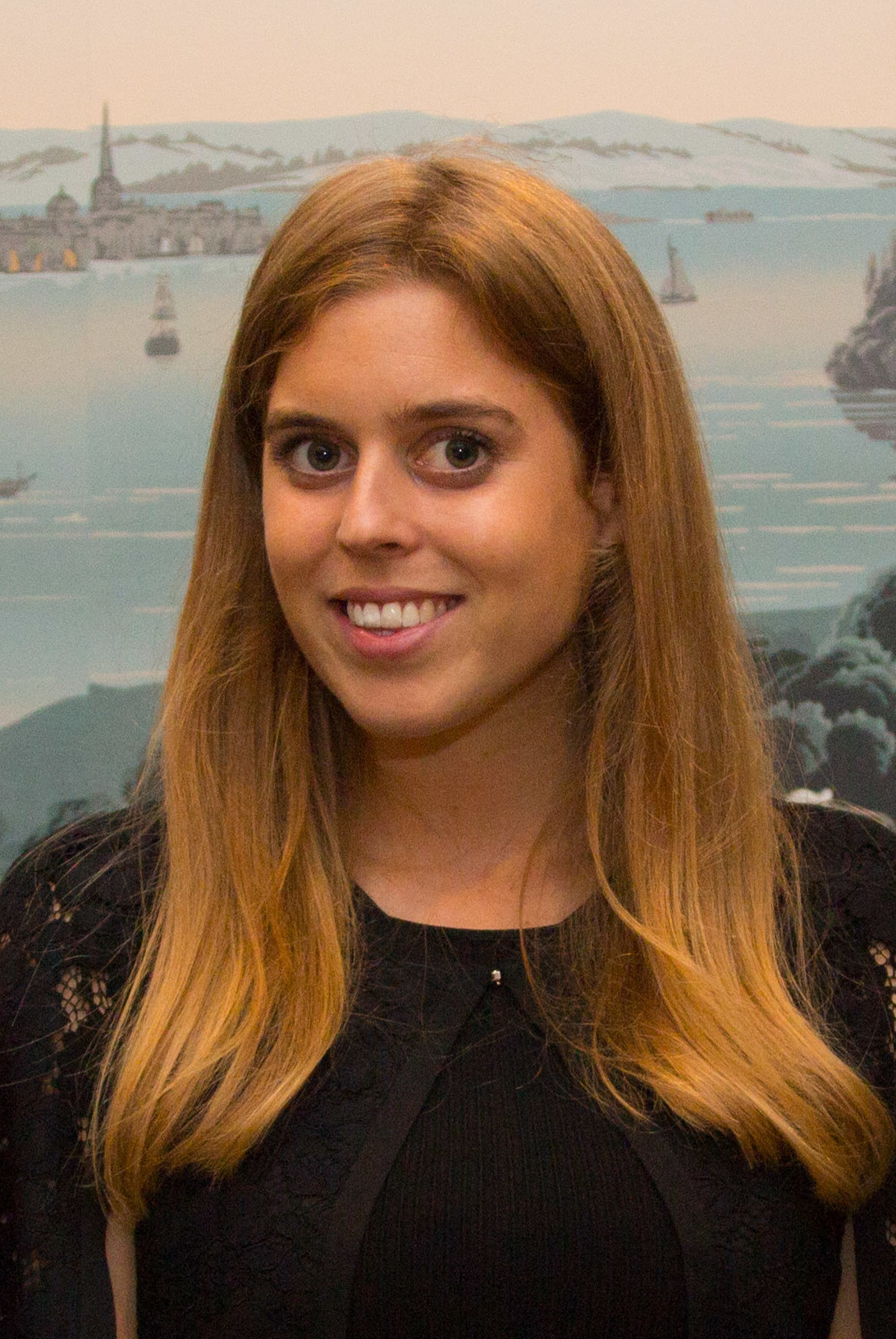
Beatrice Mapelli Mozzi (* 1988)

- Mapelli-Mozzi, Alex (* 1951), britisch-italienischer Aristokrat und Skirennläufer
- Mapenore, Hugh de († 1219), englischer Geistlicher, Bischof von Hereford
- Mapepa, Xiomara (* 2002), sambische Fußballspielerin
- Mapes, Bruce (1901–1961), US-amerikanischer Eiskunstläufer
- Mapes, Carl E. (1874–1939), US-amerikanischer Politiker
- Mapes, Corey (* 1992), deutscher Eishockeyspieler
- Mapes, Tina (* 1971), englische Fußballspielerin
- Mapeza, Norman (* 1972), simbabwischer Fußballspieler und -trainer

### Mapf
- Mapfumo, Thomas (* 1945), simbabwischer Singer-Songwriter und Bandleader

### Maph
- Maphis, Joe (1921–1986), US-amerikanischer Country- und Rockabilly-Musiker
- Maphis, Rose Lee (1922–2021), US-amerikanische Country-Sängerin

### Mapi
- Mapikela, Thomas (1869–1945), südafrikanischer Politiker
- Mapimpi, Makazole (* 1990), südafrikanischer Rugbyspieler
- Mapisa-Nqakula, Nosiviwe (* 1956), südafrikanische Politikerin

### Mapl
- Maple, Brian (* 1939), US-amerikanischer Festkörperphysiker
- Maple, Kenneth A. (* 1968), deutscher Radio-Comedian
- Maple, Wiley (* 1990), US-amerikanischer Skirennläufer
- Maples Arce, Manuel (1900–1981), mexikanischer Botschafter
- Maples, John, Baron Maples (1943–2012), britischer Politiker (Conservative Party), Mitglied des House of Commons
- Maples, Marla (* 1963), US-amerikanische FernsehschauspielerinMarla Maples (* 1963)

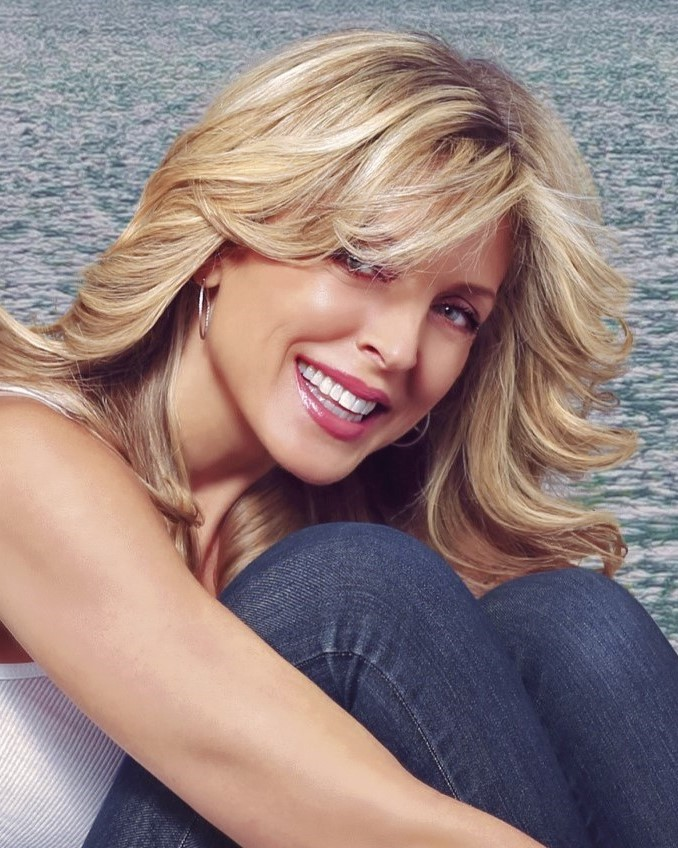
Marla Maples (* 1963)

- Mapleson, James Henry (1830–1901), englischer Opernimpresario
- Mapletoft, Justin (* 1981), kanadischer Eishockeyspieler

### Mapo
- Maponga, Stansly (* 1991), simbabwischer American-Football-Spieler
- Mapother, William (* 1965), US-amerikanischer Schauspieler
- Mapou, Louis (* 1958), neukaledonischer Politiker

### Mapp
- Mapp, Arthur (* 1953), britischer Judoka
- Mapp, Eddie (1910–1931), US-amerikanischer Blues-Mundharmonikaspieler
- Mapp, Justin (* 1984), US-amerikanischer Fußballspieler
- Mapp, Kenneth (* 1955), US-amerikanischer Politiker
- Mapp, Marjorie, kanadische Badmintonspielerin
- Mapp, Norman (1928–1988), US-amerikanischer Jazzmusiker (Gesang)
- Mappes, Dominik (* 1994), deutscher Handballspieler
- Mappes, Frank (* 1966), deutscher Fußballspieler
- Mappes, Georg (1900–1984), deutscher Politiker (NSDAP), MdR und SA-Führer
- Mappes, Heinrich von (1757–1845), Landtagsabgeordneter Großherzogtum Hessen
- Mappes, Johann Michael (1796–1863), deutscher Mediziner und Politiker
- Mappes, Johanna (* 1965), finnische Evolutionsökologin
- Mappes, Timo (* 1976), deutscher Maschinenbauingenieur und Hochschullehrer
- Mappes-Niediek, Norbert (* 1953), deutscher Journalist und Fachautor für Südosteuropa
- Mapplethorpe, Edward (* 1960), US-amerikanischer Fotograf und Maler
- Mapplethorpe, Robert (1946–1989), US-amerikanischer Fotograf
- Mappus, Markus (1632–1701), deutscher Mediziner und Hochschullehrer
- Mappus, Stefan (* 1966), deutscher Politiker (CDU), MdL, MinisterpräsidentStefan Mappus (* 1966)

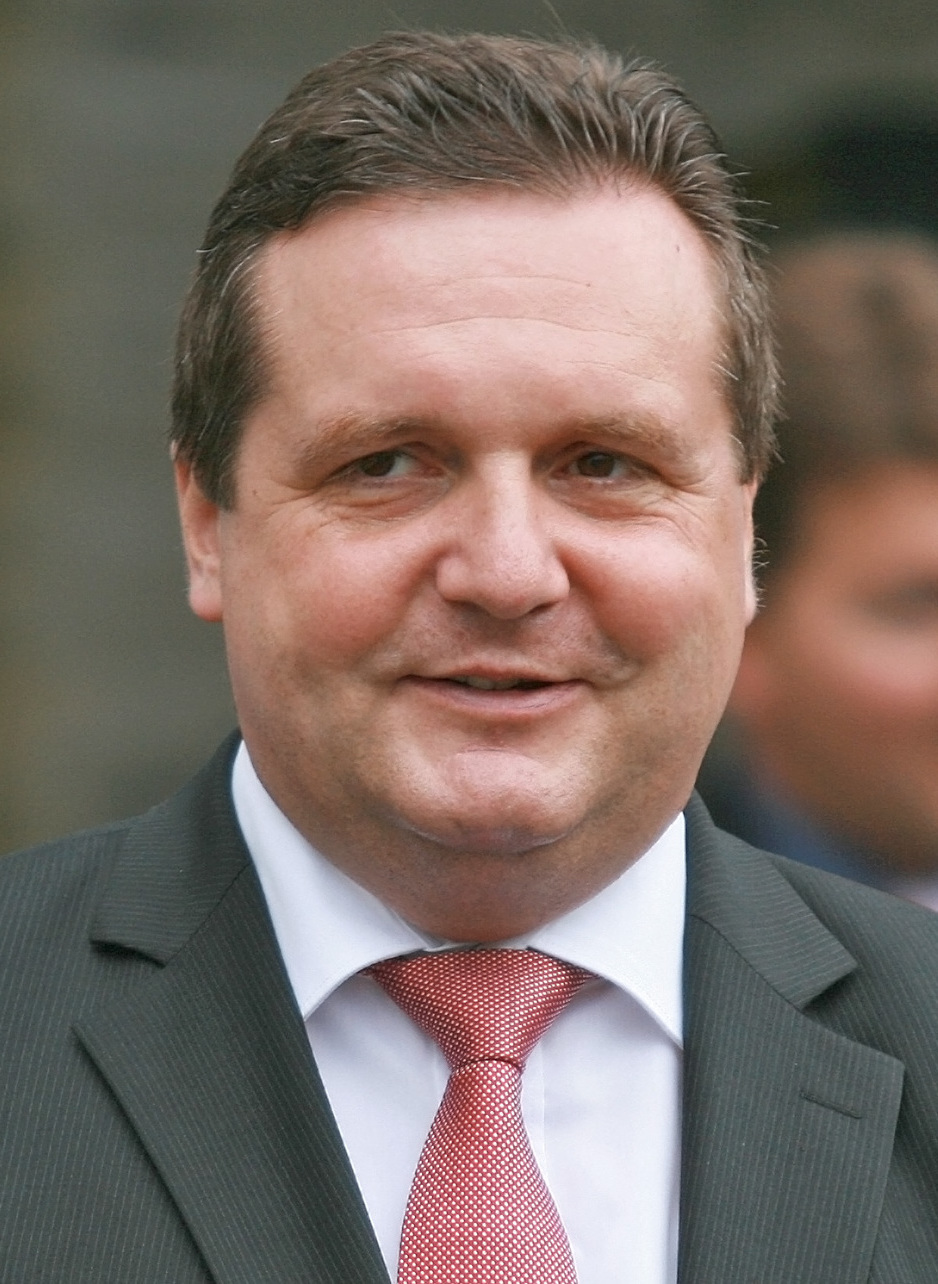
Stefan Mappus (* 1966)

### Maps
- Maps, britischer Popmusiker
- Mapson, Leslie William (1907–1970), englischer Biochemiker
- Mapstone, Sue (* 1956), britische Fünfkämpferin

### Mapu
- Mapu, Abraham (1808–1867), jüdischer Schriftsteller
- Mapuku, Junior (* 1990), kongolesischer Fußballspieler
- Mapunda, Edward (* 1964), tansanischer Geistlicher und römisch-katholischer Bischof von Singida
- Mapunda, Emmanuel (1935–2019), tansanischer Geistlicher, römisch-katholischer Bischof von Mbinga
- Mapuri, Omar (* 1950), tansanischer Politiker und Diplomat